# Championnat de Polynésie française de football 2022-2023
 (mars 2025).
Si vous disposez d'ouvrages ou d'articles de référence ou si vous connaissez des sites web de qualité traitant du thème abordé ici, merci de compléter l'article en donnant les références utiles à sa vérifiabilité et en les liant à la section « Notes et références ».
Navigation
Saison précédente Saison suivante
La saison 2022-2023 du Championnat de Polynésie française de football est la soixante-seizième édition du championnat de première division en Polynésie française. Les douze meilleurs clubs de Polynésie sont regroupés au sein d'une poule unique, la Ligue Mana, où ils s'affrontent une seule fois au cours de la saison régulière. Lors de la deuxième phase, les six premiers s'affrontent en matchs aller-retour pour déterminer le champion, tandis que les six derniers disputent une poule de relégation, où le dernier est relégué en Division 2 tandis que l'avant-dernier affronte le vice-champion de Division 2 en barrage de promotion-relégation.
C'est l’AS Tefana qui est sacrée champion de Polynésie cette saison après avoir terminé en tête du classement final, avec quatre points d'avance sur le triple tenant du titre, l'AS Pirae. C'est le sixième titre de champion de Polynésie française de l’histoire du club, le premier depuis 2016.

## Qualifications continentales
Le champion de Polynésie française et son dauphin obtiennent chacun leur billet pour la phase préliminaire de la Ligue des champions de l'OFC 2024.

## Les clubs participants
| Equipe                 | Ville          | Stade                   | Capacité |
| ---------------------- | -------------- | ----------------------- | -------- |
| AS Pirae T             | Pirae          | Stade Pater Te Hono Nui | 15 000   |
| AS Dragon              | Papeete        | Stade Pater Te Hono Nui | 15 000   |
| AS Central Sports      | Papeete        | Stade Pater Te Hono Nui | 15 000   |
| AS Excelsior           | Papeete        | Stade Mission           | 200      |
| AS Olympique de Mahina | Māhina         | Stade de Māhina         | 1500     |
| AS Pueu                | Taiʻarapu-Est  | Stade Teahupo'o         | 300      |
| AS Tamarii Punaruu     | Punaʻauia      | Stade Punaruu           | 2 000    |
| AS Tamarii Temanava    | Moorea         | Stade de Maatea         | 2 000    |
| AS Tefana              | Faaa           | Stade Louis-Ganivet     | 5 000    |
| AS Vénus               | Māhina         | Stade de Māhina         | 1 500    |
| AS Taiarapu FC P       | Taiarapu-Ouest | Stade Teahupo'o         | 300      |
| AS Jeunes Tahitiens P  | Papeete        | Stade Édouard-Layton    | 0        |

## Compétition
Le barème utilisé pour établir les classements est le suivant :
- Victoire : 4 points
- Match nul : 2 points
- Défaite : 1 point

En cas d'égalité de points, ce sont les résultats des confrontations directes qui sont prises en compte.

### Phase régulière
| Rang | Équipe                 | Pts  | J  | G  | N | P  | Bp | Bc | Diff |
| ---- | ---------------------- | ---- | -- | -- | - | -- | -- | -- | ---- |
| 1    | AS Dragon              | 44   | 11 | 11 | 0 | 0  | 64 | 10 | +54  |
| 2    | AS Vénus               | 38   | 11 | 9  | 0 | 2  | 57 | 5  | +52  |
| 3    | AS PiraeT              | 36   | 11 | 8  | 1 | 2  | 66 | 9  | +57  |
| 4    | AS Tefana              | 34   | 11 | 7  | 2 | 2  | 34 | 11 | +23  |
| 5    | AS Tamarii Temanava    | 29   | 11 | 5  | 3 | 3  | 36 | 26 | +10  |
| 6    | AS Tamarii Punaruu     | 28   | 11 | 5  | 2 | 4  | 32 | 19 | +13  |
| 7    | AS Central Sports      | 26   | 11 | 4  | 3 | 4  | 33 | 18 | +15  |
| 8    | AS Pueu                | 22   | 11 | 3  | 2 | 6  | 20 | 35 | -15  |
| 9    | AS Taiarapu FCP        | 21   | 11 | 3  | 1 | 7  | 18 | 47 | -29  |
| 10   | AS Jeunes TahitiensP   | 17   | 11 | 2  | 0 | 9  | 12 | 82 | -70  |
| 11   | AS Excelsior           | 14   | 11 | 1  | 0 | 10 | 7  | 64 | -57  |
| 12   | AS Olympique de Mahina | 13-1 | 11 | 1  | 0 | 10 | 10 | 63 | -53  |

|  | Qualification pour la poule pour le titre   |
|  | Participation à la poule de relégation      |
|  | T : Tenant du titre P : Promu de Division 2 |

### Deuxième phase

#### Poule pour le titre
| Rang | Équipe              | Pts  | J  | G | N | P | Bp | Bc | Diff |
| ---- | ------------------- | ---- | -- | - | - | - | -- | -- | ---- |
| 1    | AS Tefana           | 32   | 10 | 7 | 1 | 2 | 29 | 14 | +15  |
| 2    | AS PiraeT C         | 28-1 | 10 | 6 | 1 | 3 | 31 | 20 | +11  |
| 3    | AS Tamarii Punaruu  | 26   | 10 | 5 | 1 | 4 | 30 | 25 | +5   |
| 4    | AS Vénus            | 24   | 10 | 4 | 2 | 4 | 24 | 24 | 0    |
| 5    | AS Dragon           | 23   | 10 | 4 | 1 | 5 | 22 | 30 | -8   |
| 6    | AS Tamarii Temanava | 12-1 | 10 | 1 | 0 | 9 | 13 | 36 | -23  |

|  | Qualification pour le tour préliminaire de la Ligue des champions de l'OFC 2024 |
|  | T : Tenant du titre C : Vainqueur de la Coupe de Polynésie                      |

#### Poule de relégation
| Rang | Équipe                 | Pts  | J  | G  | N | P | Bp | Bc | Diff |
| ---- | ---------------------- | ---- | -- | -- | - | - | -- | -- | ---- |
| 7    | AS Central Sports      | 40   | 10 | 10 | 0 | 0 | 40 | 10 | +30  |
| 8    | AS Pueu                | 26   | 10 | 5  | 1 | 4 | 24 | 17 | +7   |
| 9    | AS Olympique de Mahina | 23-2 | 10 | 4  | 3 | 3 | 19 | 16 | +3   |
| 10   | AS Jeunes TahitiensP   | 20   | 10 | 2  | 4 | 4 | 13 | 23 | -10  |
| 11   | AS Taiarapu FCP        | 17   | 10 | 2  | 1 | 7 | 18 | 32 | -14  |
| 12   | AS Excelsior           | 16   | 10 | 1  | 3 | 6 | 16 | 32 | -16  |

|  | Participation à la poule de relégation  |
|  | Relégation directe en deuxième division |
|  | P : Promu de Division 2                 |

#### Barrage de promotion-relégation
L'avant-dernier de la poule de relégation, l'AS Taiarapu FC, affronte le 3e de Division 2, l'AS Manu-Ura, en match de barrage pour l'accession ou le maintien en Ligue Mana. Le match a lieu le 7 juillet 2023 et voit la victoire de l'AS Taiarapu sur le score de 2 à 0. Les deux formations se maitiennent dans leur championnat respectif.

## Bilan de la saison
| Championnat de Polynésie française de football 2022-2023 |                      |
| Champion                                                 | AS Tefana (6e titre) |
| Coupes et trophées                                       |                      |
| Vainqueur de la Coupe de Polynésie française 2022-2023   | AS Pirae             |
| Qualifications continentales                             |                      |
| Ligue des champions de l'OFC 2024                        | AS Tefana            |
| Ligue des champions de l'OFC 2024                        | AS Pirae             |
| Promotions et relégations                                |                      |
| Promus en Ligue Mana                                     | AS Papenoo           |
| Relégués en Division 2                                   | AS Excelsior         |